# Чачава, Важа Николаевич
Важа Николаевич Чачава (груз. ვაჟა ნიკოლოზის ძე ჩაჩავა; 20 апреля 1933 — 6 октября 2011) — грузинский и российский пианист и музыкальный педагог, концертмейстер. Народный артист Грузинской ССР (1989), Заслуженный деятель искусств Российской Федерации (2006).

## Биография
Окончил Тбилисскую консерваторию (1962), ученик Ванды Шиукашвили. В 1962—1977 гг. преподавал там же концертмейстерское искусство, позднее также камерное пение и камерный ансамбль. В тбилисский период жизни и творчества работал концертмейстером Тбилисского оперного театра, выступал с ведущими грузинскими певцами (в частности, с Зурабом Соткилавой, Маквалой Касрашвили, Ламарой Чкония), а также с грузинскими инструменталистами.
В 1977 г. по приглашению Елены Образцовой переехал в Москву и на протяжении 30 лет работал с ней как концертмейстер. Выступал также с Ириной Архиповой и другими известными российскими вокалистами, гастролировал во многих странах мира.
Также с 1977 г. преподавал в Московской консерватории, с 1994 г. профессор, с 2000 г. заведующий кафедрой концертмейстерского искусства. В 2002 г. защитил диссертацию на соискание учёной степени кандидата искусствоведения «Романсы и песни Г. В. Свиридова». Составитель учебного пособия «Искусство концертмейстера». Среди учеников Чачавы, в частности, Денис Мацуев, Рэм Урасин, Станислав Швец, Любовь Гегечкори, Владимир Васильев, Владимир Румянцев. Оставил также мемуарный очерк о Иване Козловском.
В 2009 г. вернулся в Тбилиси и вновь преподавал в Тбилисской консерватории.